# Torres de Alcanadre
Torres de Alcanadre é um município da Espanha na província de Huesca, comunidade autónoma de Aragão, de área 17,72 km² com população de 116 habitantes (2007) e densidade populacional de 7,05 hab/km².

## Demografia
| Variação demográfica do município entre 1991 e 2004 | Variação demográfica do município entre 1991 e 2004 | Variação demográfica do município entre 1991 e 2004 | Variação demográfica do município entre 1991 e 2004 |
| --------------------------------------------------- | --------------------------------------------------- | --------------------------------------------------- | --------------------------------------------------- |
| 1991                                                | 1996                                                | 2001                                                | 2004                                                |
| 141                                                 | 139                                                 | 127                                                 | 125                                                 |